# オールウェイズ・オン・マイ・マインド
「オールウェイズ・オン・マイ・マインド」(Always on My Mind)は、1972年にウェイン・カーソン、マイク・ジェイムス、ジョニー・クリストファーによって書かれた楽曲。同年にグウェン・マクレーが初めて録音したのを皮切りにブレンダ・リーやウィリー・ネルソンなど様々なアーティストがカバーした。

## エルヴィス・プレスリーのカバー
アメリカのロック歌手、エルヴィス・プレスリーは1972年にカバー・ヴァージョンを録音したが、最初は「セパレート・ウェイズ」のB面扱いだった。イギリスでは単独A面としてリリースされ、チャートに22週留まるなどヒットを記録した。

## ペット・ショップ・ボーイズのカバー
イギリスのポップデュオ、ペット・ショップ・ボーイズは1987年に初主演映画『夢色の幻想』のためにカバー・ヴァージョンを録音した。ペット・ショップ・ボーイズのヴァージョンはイギリスでデュオにとって3枚目の首位を獲得するなど成功を収めた。